# 잭셉틱아이
숀 윌리엄 매클로플린(Seán William McLoughlin, 1990년 2월 7일 ~ )은 예명 잭셉틱아이(Jacksepticeye)로 잘 알려진 아일랜드의 유튜버이다. 매클로플린의 유튜브 콘텐츠 대부분은 게임과 동영상 블로그에 중점을 두고 있다. 2024년 1월 기준 그의 유튜브 채널은 조회수 164억 회, 구독자 수 3,060만 명을 기록하여 유튜브에서 두 번째로 구독자가 많은 아일랜드 채널이 되었다.
아일랜드 오펄리(Offaly) 카운티 클로건(Cloghan)에서 자란 매크로플린은 어릴 때부터 비디오 게임을 했다. 그는 2012년 12월부터 유튜브에 동영상을 업로드하기 시작했고 그의 채널은 이후 몇 년 동안 빠르게 성장하여 2014년에는 구독자 수가 100만 명, 2016년에는 1,000만 명에 이르렀다. 2017년 내내 매크로플린은 유럽과 미국을 여행하기 전에 Disney XD와 아일랜드 국영 TV에 출연했다. 2017년과 2018년에는 하우 딧 위 겟 히어(How Did We Get Here) 투어와 게임 그럼스(Game Grumps)의 레디 플레이어 3(Ready Player 3) 투어를 진행했다.
2018년에 그는 디즈니 디지털 네트워크와의 다년간 계약의 일환으로 트위치에서 독점 콘텐츠를 스트리밍하기 시작했다. 그는 계속해서 유튜브 동영상을 제작하고 2020년 섬머 게임 페스트(Summer Game Fest)를 비롯한 라이브 이벤트에 출연했다. 2021년 매크로플린은 라이언 레놀즈(Ryan Reynolds)가 주연을 맡은 영화 프리 가이에 출연했다. 다음 해에 그는 하우 딧 위 겟 히어?(How Did We Get Here?)라는 제목의 전기 다큐멘터리를 발표했다. 같은 이름의 그의 투어 영상을 담은 것이다.
매클로플린은 동료 유튜버 마키필러(Markiplier)와 함께 의류 브랜드 클록(Cloak)의 공동 창립자이자 톱 오브 더 모닝 커피(Top of The Mornin' Coffee) 회사의 창립자이자 소유주이다. 그는 또한 자선 단체를 위해 수천만 달러를 모금한 여러 모금 행사에 참여하는 적극적인 자선가이기도 하며, 세이브 더 칠드런 및 주니어 챔버 인터내셔널(Junior Chamber International)과 같은 단체로부터 상을 받았다.

## 같이 보기
- 유튜버 목록